# Zully Moreno

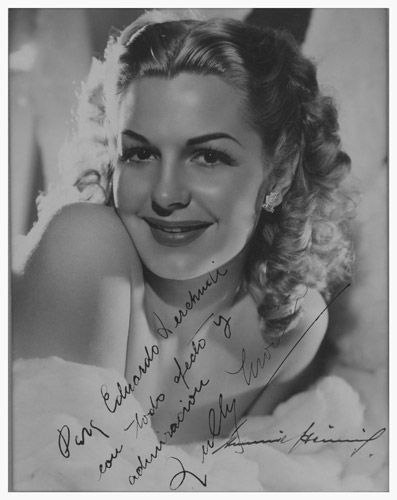
Zully Moreno,
fotografiert von Annemarie Heinrich

Zully Moreno (* 17. Oktober 1920 als Zulema Esther González Borbón in Villa Ballester; † 25. Dezember 1999 in Buenos Aires) war eine argentinische Schauspielerin.

## Leben
Zulema Esther González Borbón wurde 1920 in Villa Ballester in einfachen Verhältnissen geboren. Als sie zehn Jahre alt war, verstarb ihr Vater. Um zum Lebensunterhalt der Familie beizutragen, arbeitete sie unter anderem als Schneiderin.
Später war sie als Model tätig und erhielt 1938 in Mujeres que trabajan eine erste Statistenrolle. 1939 trat sie in Luis Bayon Herreras Musikfilm Cándida auf. Bald folgten erste Nebenrollen in weiteren Filmen. Bei den Dreharbeiten zum Film Orquesta de señoritas lernte sie 1941 den Filmemacher Luis César Amadori kennen, mit dem eine Beziehung einging. 1942 erhielt sie in dem Film En el último piso ihre erste Hauptrolle. Moreno entwickelte sich bald zum wichtigsten weiblichen Star der argentinischen Filmproduktionsgesellschaft Argentina Sono Film. Ihren endgültigen Durchbruch hatte sie 1943 mit der Hauptrolle in dem Drama Stella von Benito Perojo. 1944 trat sie unter der Regie von Amadori in der romantischen Komödie Apasionadamente an der Seite von Pedro López Lagar auf. Als sie 1945 in Dos ángeles y un pecador erneut in einem Film von Amadori die Hauptrolle übernahm, berichtete die Klatschpresse über ihre Beziehung, woraufhin Moreno zunächst in Filmen anderer Regisseure auftrat. Große Erfolge feierte sie 1946 in Francisco Mugicas Cristina und Mario Sofficis Celos sowie 1947 in Lucas Demares Nunca te diré adiós.
Im April 1947 heirateten Moreno und Luis César Amadori. 1948 trat Moreno, wieder unter der Regie von Amadori, in Dios se lo pague auf, der für beide ein überragender Erfolg wurde. In den 1950er Jahren drehte Moreno drei Filme in Mexiko. Nach dem Sturz Juan Peróns im Jahr 1955 flohen Moreno und Amadori nach Spanien ins Exil. 1957 trat sie unter der Regie von Antonio Román in dem spanischen Film Madrugada auf. Anfang der 1960er Jahre zog sie sich von der Schauspielerei zurück.
In den 1970er Jahren zog das Paar zurück nach Argentinien und übernahm die Leitung des Teatro Maipo in Buenos Aires. Nach Amadoris Tod im Jahr 1977 zog sich Moreno aus dem öffentlichen Leben weitgehend zurück. Sie erkrankte an Alzheimer und starb am 25. Dezember 1999 im Alter von 79 Jahren.

## Filmografie (Auswahl)
- 1938: Mujeres que trabajan
- 1939: Cándida
- 1940: De México llegó el amor
- 1941: En la luz de una estrella
- 1941: Orquesta de señoritas
- 1941: Los martes, orquídeas
- 1941: Papá tiene novia
- 1942: Historia de crímenes
- 1942: Fantasmas en Buenos Aires
- 1942: En el último piso
- 1942: El profesor Cero
- 1942: El pijama de Adán
- 1942: Bajó un ángel del cielo
- 1943: Su hermana menor
- 1943: Stella
- 1944: Apasionadamente
- 1945: Dos ángeles y un pecador
- 1946: Cristina
- 1946: Celos
- 1947: La gata
- 1947: Nunca te diré adiós
- 1948: König der Bettler (Dios se lo pague)
- 1949: La trampa
- 1950: Nacha Regules
- 1951: Tierra baja
- 1951: Pecado
- 1951: Maria Montechristo (María Montecristo)
- 1951: La indeseable
- 1951: Cosas de mujer
- 1954: La dama del mar
- 1954: La calle del pecado
- 1954: La mujer de las camelias
- 1955: El barro humano
- 1955: El amor nunca muere
- 1957: Madrugada
- 1958: Amor prohibido
- 1958: La noche y el alba
- 1959: Una gran señora
- 1960: Ein Thron für Christine (Un trono para Cristy)